# Euclidia mi
Callistege mi là một loài bướm đêm thuộc họ Erebidae. Nó được phân loại bởi Carl Alexander Clerck vào năm 1759, và cũng dưới tên Euclidia mi. Trong tiếng Phần Lan nó được gọi là Piirtoyökkönen còn trong tiếng Đức nó được gọi là Scheck-Tageule. Nơi sinh sống của nó trải dài phần lớn châu Âu, Siberia, Viễn Đông và Tiểu Á. Trên British Isles nó phổ biến ở Anh và Wales; ít hơn ở Scotland và Ireland..

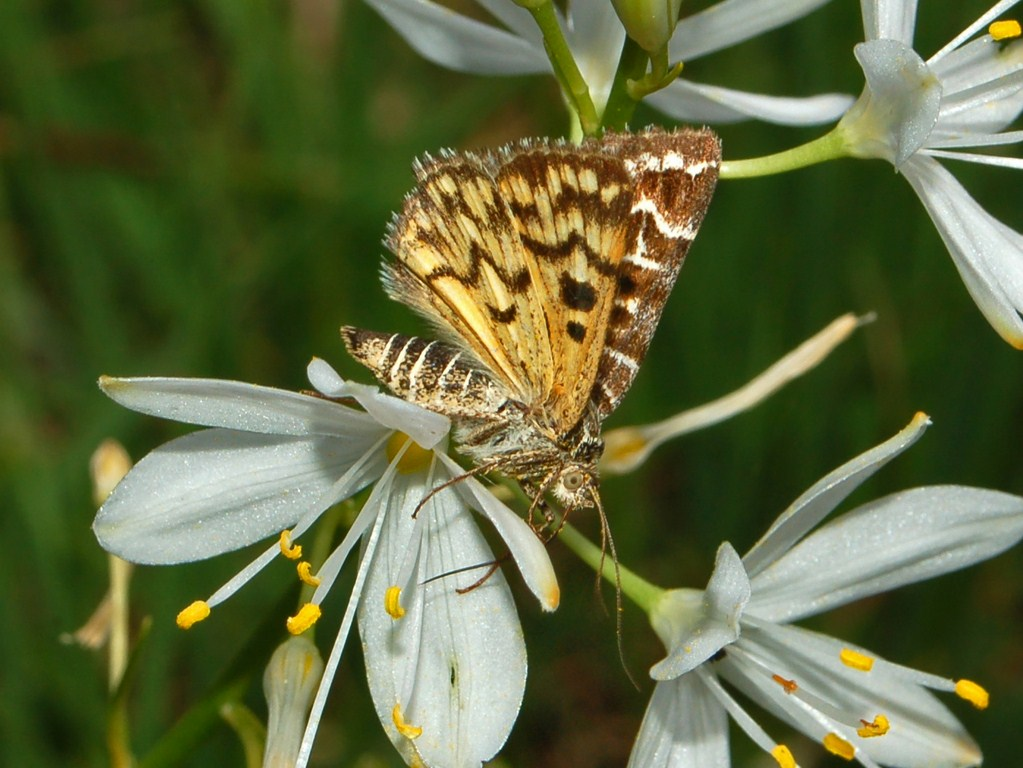
Lateral view

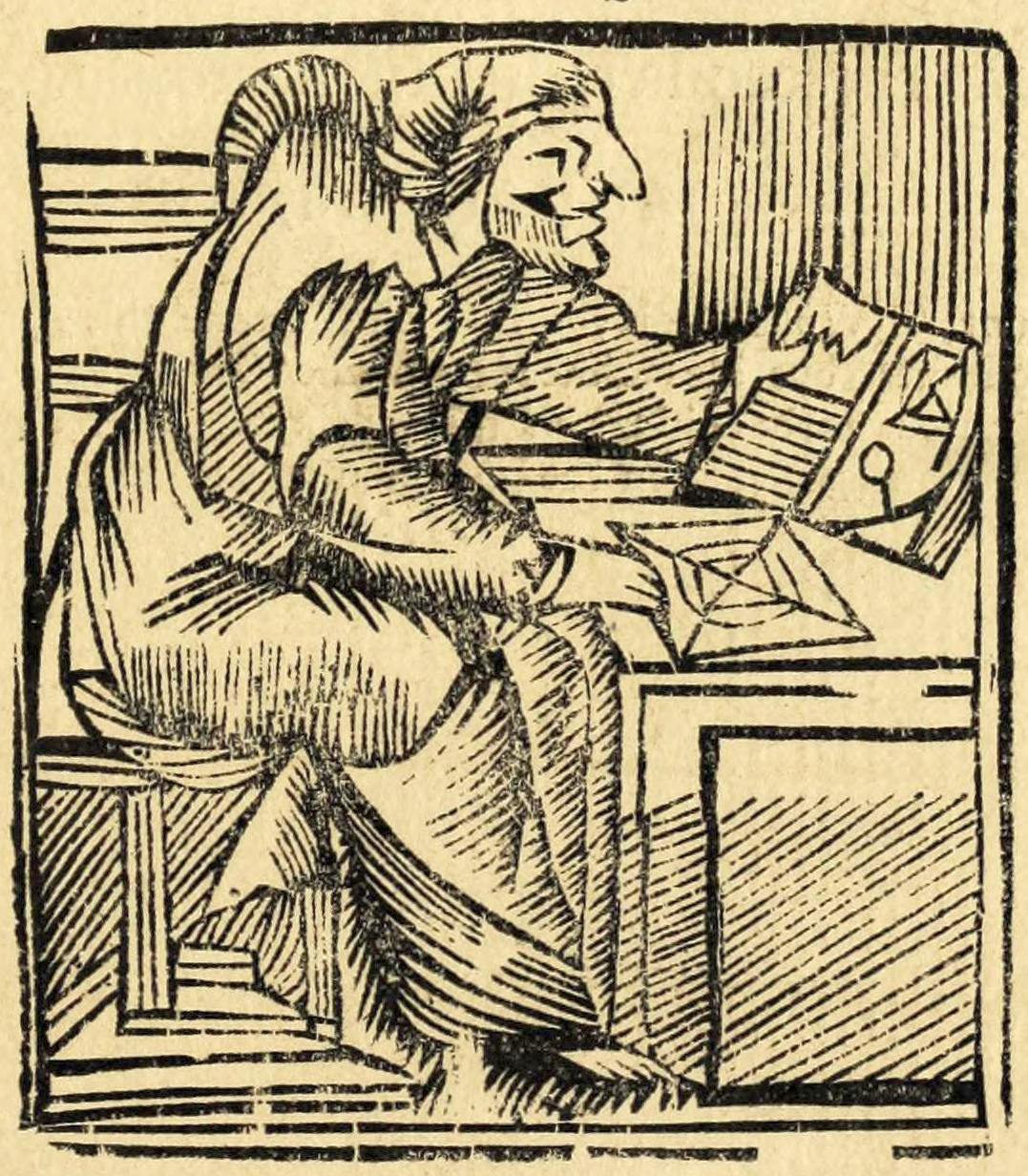